# Bence Mervó
Bence Mervó (Mosonmagyaróvár, 3 de março de 1995), é um futebolista húngaro que atua como atacante. Atualmente, joga pelo Győri.

## Títulos

### Prêmios individuais
- Bola de Prata da Copa do Mundo FIFA Sub-20: 2015

### Artilharias
- Copa do Mundo FIFA Sub-20 de 2015 (5 gols)